# Islamisk feminism

En symbol som brukar användas för islamisk feminism.

Islamisk feminism, eller muslimsk feminism, är en typ av feminism som behandlar kvinnans roll och frågor om genus inom islam. Till skillnad från icke-islamisk- och icke-muslimsk feminism menar islamisk feminism ofta att Koranens djupare syfte är jämlikhet. Islams rättvise- och jämlikhetstänkande måste väga tyngst menar de, och stå över de patriarkala tolkningarna som dominerat historiskt. Islamisk feminism företräds oftast av muslimska kvinnor som håller fast vid sin religion, men som betonar behovet av att reformera de klassiska och traditionella idéerna. Variationen av idéerna inom den islamiska feministiska traditionen är många.
Islamiska feminister är muslimer som tolkar Koranen och hadith på ett jämlikt sätt och förespråkar kvinnors rättigheter och jämställdhet i den offentliga och personliga sfären. Islamiska feminister kritiserar patriarkala, sexistiska och kvinnofientliga uppfattningar om islam. Islamiska feminister anser att Koranen förespråkar jämställdhet.

## Definition
Historikern Margot Badran har gett en definition av islamisk feminism. Hon menar att det är en feministisk diskurs och praktik som hämtar sin förståelse och sitt feministiska mandat från Koranen. Det är en feminism som söker rättigheter och rättvisa, i ett ramverk av jämlikhet mellan könen, för män och kvinnor i hela deras existens. Vidare argumenterar Badran för att islamisk feminism presenterar jämställdhet, som en del av Koranens budskap om alla människors jämlikhet. Detta budskap ska inkorporeras i den offentliga förvaltningen, i samhällets institutioner och i vardagslivet. Enligt Badran förkastar den islamiska feminismen en uppdelning i en offentlig och privat sfär, med en umma (den globala islamiska gemenskapen) som omfattar livets alla delar.

## Historia

### 1800-tal och sekelskiftet 1900
Några tidiga rörelser som idag skulle kunna kategoriseras som islamisk feminism uppstod under mitten av 1800-talet i den arabiskspråkiga delen av den muslimska världen. Huvudsakligen var det kvinnor i medelklassen och överklassen som aktivt engagerade sig i att driva opinion i olika frågor. Under perioden växte också en medvetenhet och ifrågasättande av traditionella könsroller fram, inte minst genom att ett antal böcker och artiklar publicerades i ämnet. På 1890-talet kom Egypten att utmärka sig genom att ett "feministiskt medvetande" växte fram, inte minst i mötet med den brittiska varianten av modernitet och det brittiska kolonialstyret. Från Egypten kom olika feministiska idéer att sprida sig vidare till Nordafrika och olika delar av arabvärlden, vilket påverkade både religiösa och feministiska diskurser i hela den islamiska världen.
Den moderna islamiska feminismen kan ha sin start, i alla fall i arabvärlden, hos den egyptiska juristen och tänkaren Qasim Amin då han 1899 skrev Women's Liberation (Tahrir al-Mar'a). Han kritiserade den traditionella positionen kvinnan fått, och menade att detta inte var vad islam ursprungligen menat.[källa behövs]

### Modern historia
Enligt Margot Badran tog den islamiska feminismen sin riktiga form och aktivitet under sent 1900-tal. Enligt henne startades den islamiska feminismen utanför arabvärldens gränser men har sökt sig in även där. Hon och många andra menar att de västerländskt uppvuxna muslimska kvinnorna är de som är aktivast och mest radikala. Som ett resultat har det uppstått mycket interna konflikter bland muslimska feminister, där exempelvis Irshad Manji som lesbisk muslimsk feminist förkastas av andra mer traditionella muslimska feminister. Mittemellan de radikala eller de konservativa muslimska feministerna finns de "moderata" muslimska feministerna, som exempelvis Kecia Ali.[källa behövs]

## Relationen gentemot sekulär (västerländsk) feminism
Variationen bland muslimska feminister är bred. Många är mycket influerade av den sekulära feminismen medan andra muslimska feminister (ofta med bibehållandet av slöjan) endast väljer att hålla sig inom strikta islamiska ramar.[källa behövs]
Islamiska feminister är muslimer som tolkar Koranen och hadith på ett jämlikt sätt och förespråkar kvinnors rättigheter och jämställdhet i den offentliga och personliga sfären. Islamiska feminister kritiserar patriarkala, sexistiska och kvinnofientliga uppfattningar om islam. Islamiska feminister anser att Koranen förespråkar jämställdhet.

## Islamisk feminism och dess grundidéer
Det finns en skillnad på islamiska feministiska tolkningar där en tydlig skillnad finns bland de som vill flytta fram kvinnans rättigheter till mannens nivå genom att tillåtas välja bort traditionellt muslimska kläder. Andra (oftast de mer konservativa) vill istället vill flytta tillbaka mannens rättigheter genom att männen ska börja klä sig mer traditionellt islamskt. 
Många muslimska feminister vill ställa Koranens verser främst, och tona ner vikten av haditherna som ofta ger kvinnan en undergiven roll. De anser att de klassiska tolkningarna av de traditionella lärosatserna måste omtolkas.  
En huvudpoäng i islamisk feminism är att många olika tolkningar av Koranen är möjliga snarare än en specifik ursprunglig tolkning som uppstått på en viss plats i en viss tid. Detta eftersom islam varierar stort geografiskt och historiskt. Eftersom det finns olika versioner av islamisk lag och kvinnans roll borde fler tolkningar vara möjliga än de som de klassiska lärosätena accepterar idag. 

## Islamisk feminism i Afghanistan och Pakistan

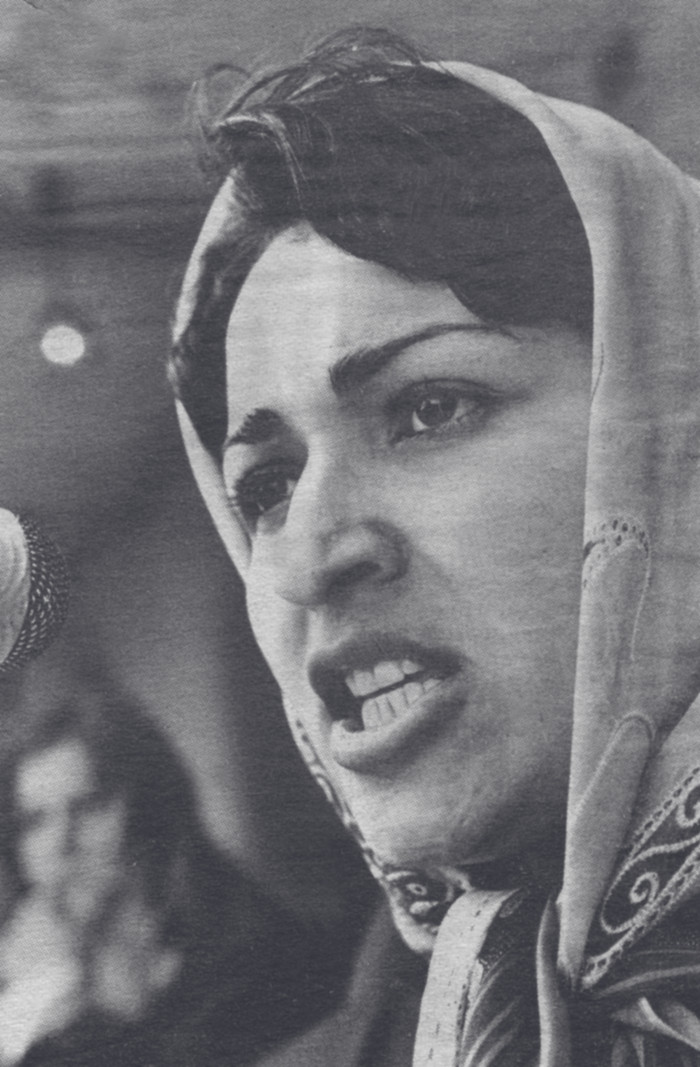
Meena Keshwar Kamal.

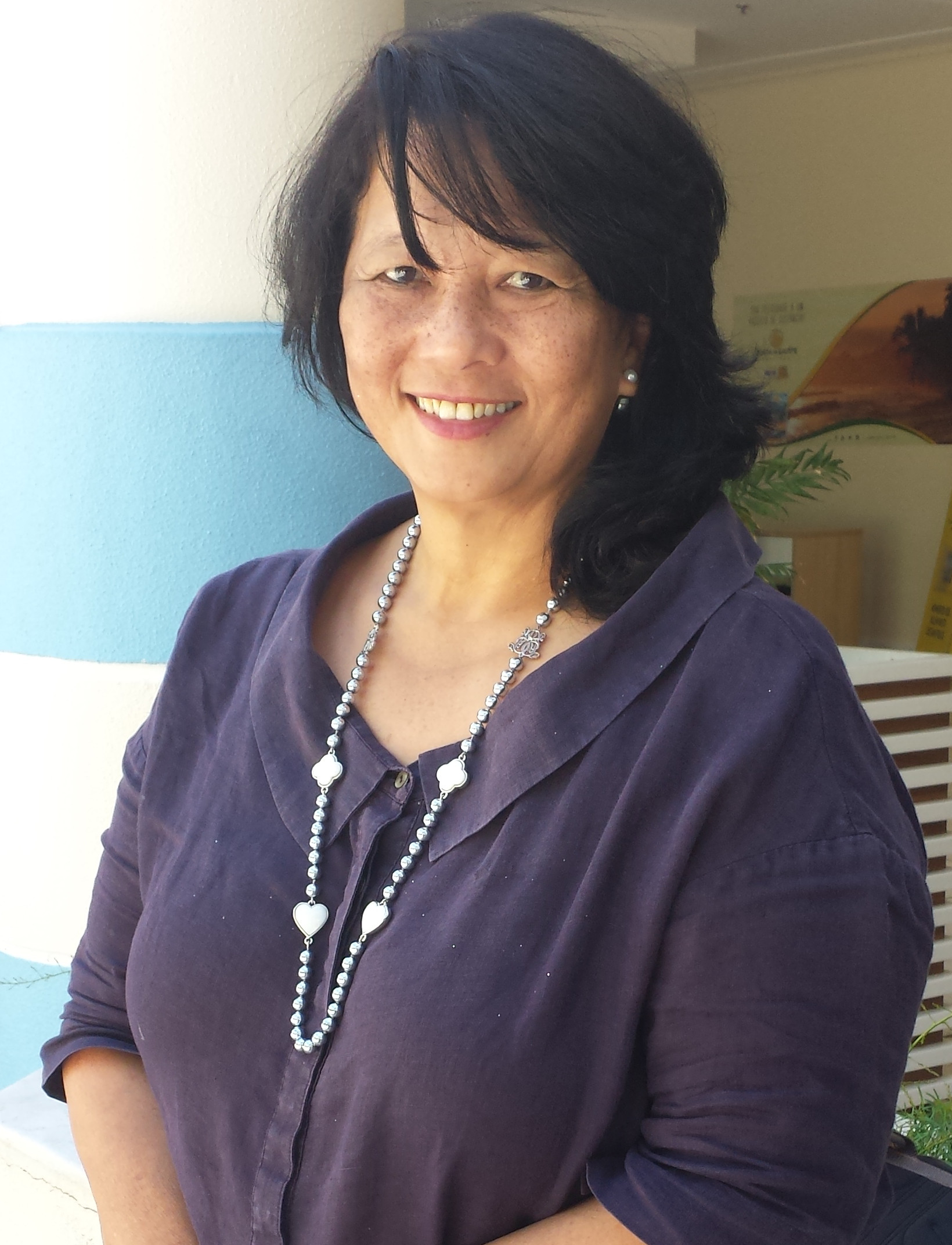
Zainah Anwar, en malaysisk islamisk feminist.

I Afghanistan grundades Revolutionary Association of the Women of Afghanistan, (RAW) 1977 av Meena Keshwar Kamal, som mördades 1987 i Quetta i Pakistan.
RAW är en kvinnoorganisation i Quetta som främjar kvinnors rättigheter och sekulär demokrati. Organisationen syftar till att involvera kvinnor i Afghanistan i både politiska och sociala aktiviteter som syftar till att förvärva deras mänskliga rättigheter och fortsätta kampen mot Afghanistans regering, baserad på demokratiska och sekulära principer, där kvinnor kan delta fullt ut.

## Problematiska områden
Det finns en mängd problematiska områden i traditionell islamtolkning, anser islamiska feminister. Det största och främsta hindret är den patriarkala tradition som starkt ligger till grund för klassiska tolkningar av islam, liksom andra religioner. Kvinnan har historiskt sett alltid tilldelats en mindre roll jämfört med mannen. Exempelvis har hon en mindre roll inom de religiösa riterna men har ett större ansvar för familjen, medan mannen har försörjningsplikt. Kvinnan har dessutom bara halva arvsrätten gentemot mannen. Rätten till skilsmässa är, enligt traditionell rättstolkning dessutom nästintill endast mannens. Kvinnan kan emellertid ansöka om skilsmässa, men måste då gå via domstol. Vanligt är att man hänvisar till att kvinnan är mer känslomässigt styrd än mannen och därmed kan fatta överilade beslut. Alla dessa områden är föremål för islamisk feministisk kritik, där företrädare menar att de vilar på feltolkningar av religionen. 
Enligt traditionella tolkningar av islam är kvinnan underordnad mannen ekonomiskt, juridiskt och traditionsenligt. Då kvinnan dessutom har huvudansvar för familjen och mannen för försörjningen binds också kvinnan mer till hemmet. Islamiska feminister hävdar att den religiösa tron skall strikt skiljas från den patriarkala dominansen inom kulturen. Detta då religionen och dess skrifter, om rätt tolkade och tillämpade, står för en betydligt mer jämställd kultur. Den manliga egocentriska elitismen skulle alltså medvetet ha förvrängt, alternativt feltolkat, de områden i de religiösa källorna som berör det manliga respektive det kvinnliga. Detta påstående om en särskiljning av den muslimska kulturen och religionen ifrågasätts från flera håll. Bland annat har Susan Moller Okin, professor i statsvetenskap och etik vid Stanford University, i en artikel i den av henne redigerade volymen Mångkulturalism - Kvinnor i kläm, hävdat att det inte går att skilja kulturen från religionen då de är alltför tätt integrerade i varandra. Även hon noterar dock att förändringar sker i tolkningar och förståelse i vad hon kallar de "progressivt, reformerade versionerna av judendom, kristendom och islam".